# سنت، شرانت-ماریتیم
شهر سنت (به فرانسوی: Saintes, Charente-Maritime) در شهرستان شرانت-ماریتیم در ناحیه پواتو-شرانت با جمعیت ۲۶٬۵۳۱ نفر در کشور فرانسه واقع شده‌است